# Lysiphlebus distinctus
Lysiphlebus distinctus är en stekelart som beskrevs av Mackauer 1960. Lysiphlebus distinctus ingår i släktet Lysiphlebus och familjen bracksteklar. Inga underarter finns listade i Catalogue of Life.